# Sânmărghita, Mureș
Sânmărghita (în maghiară Mezőszentmargita) este un sat în comuna Sânpaul din județul Mureș, Transilvania, România.

## Istoric
Pe Harta Iosefină a Transilvaniei din 1769-1773 (Sectio 142), localitatea a apărut sub numele de „Szent Margitha”.

## Imagini

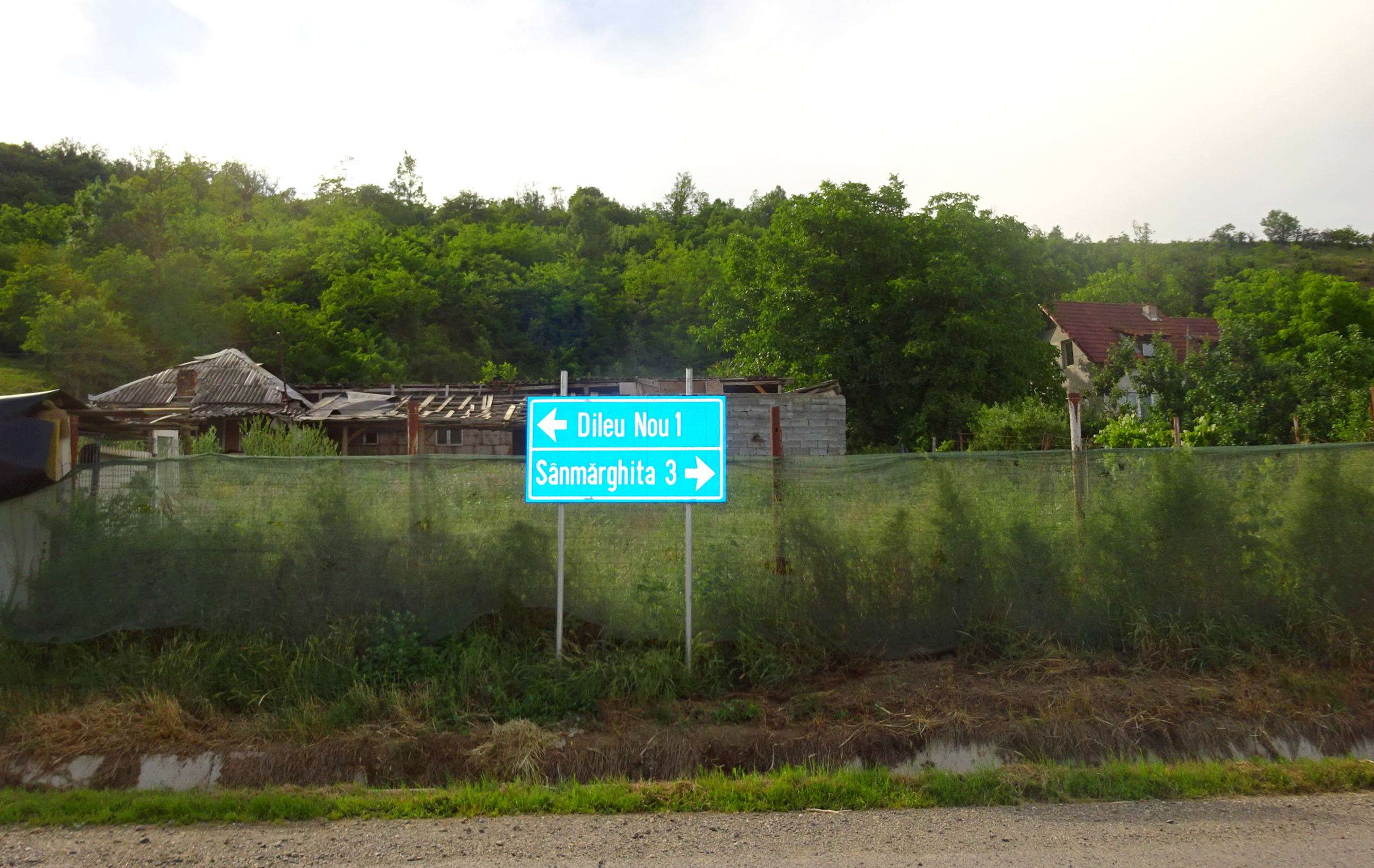
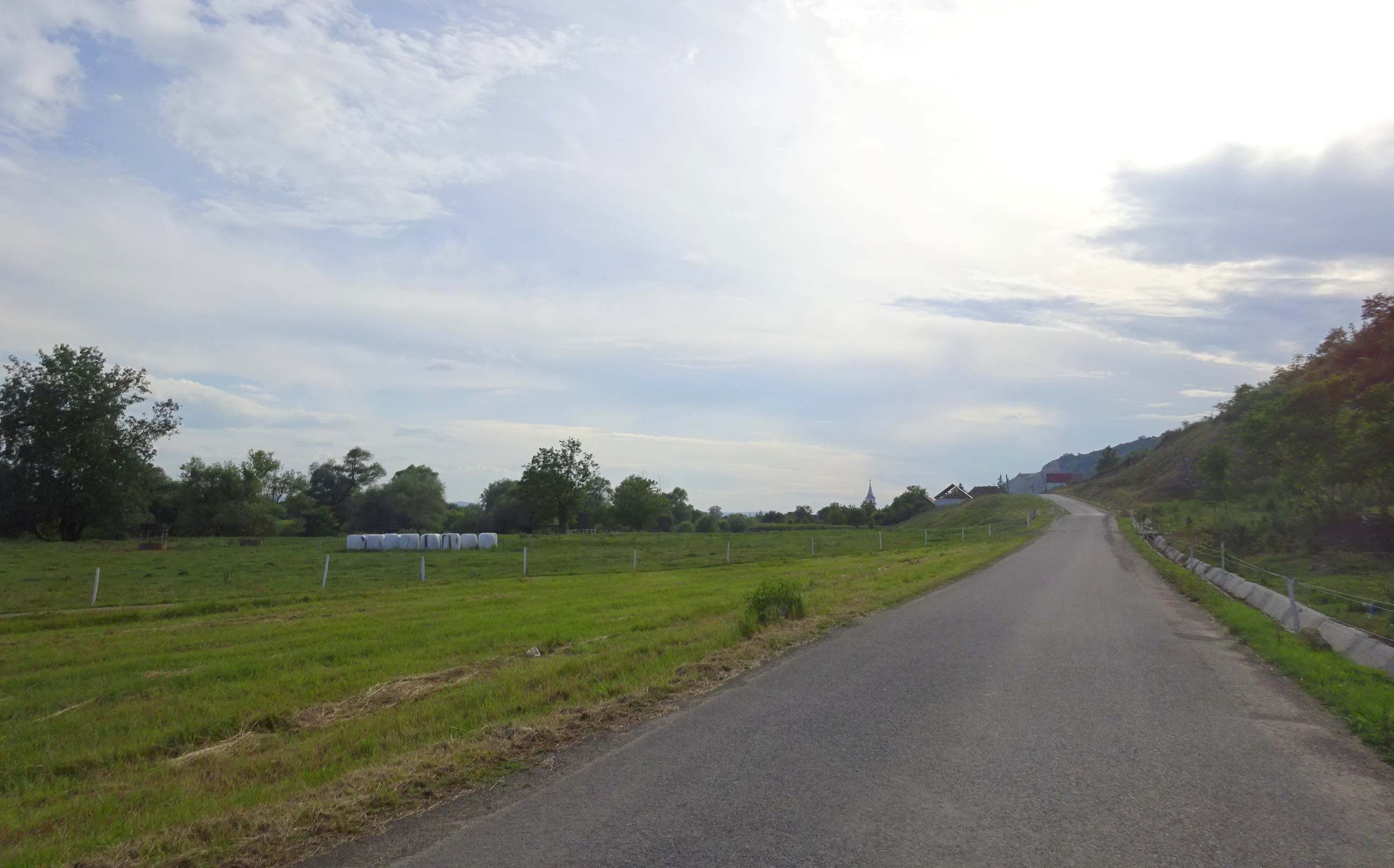
Drumul Dileu Nou-Sânmărghita
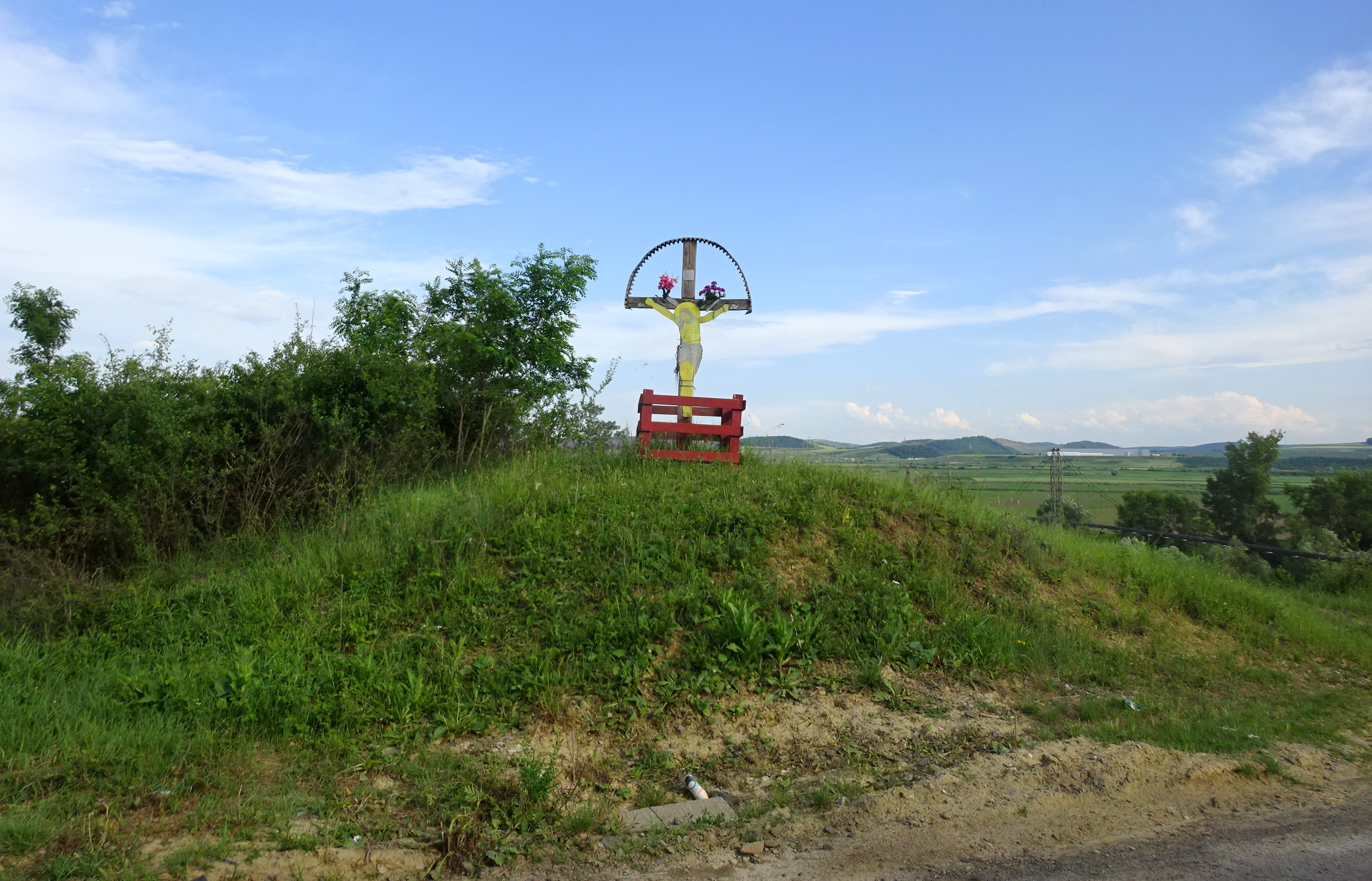
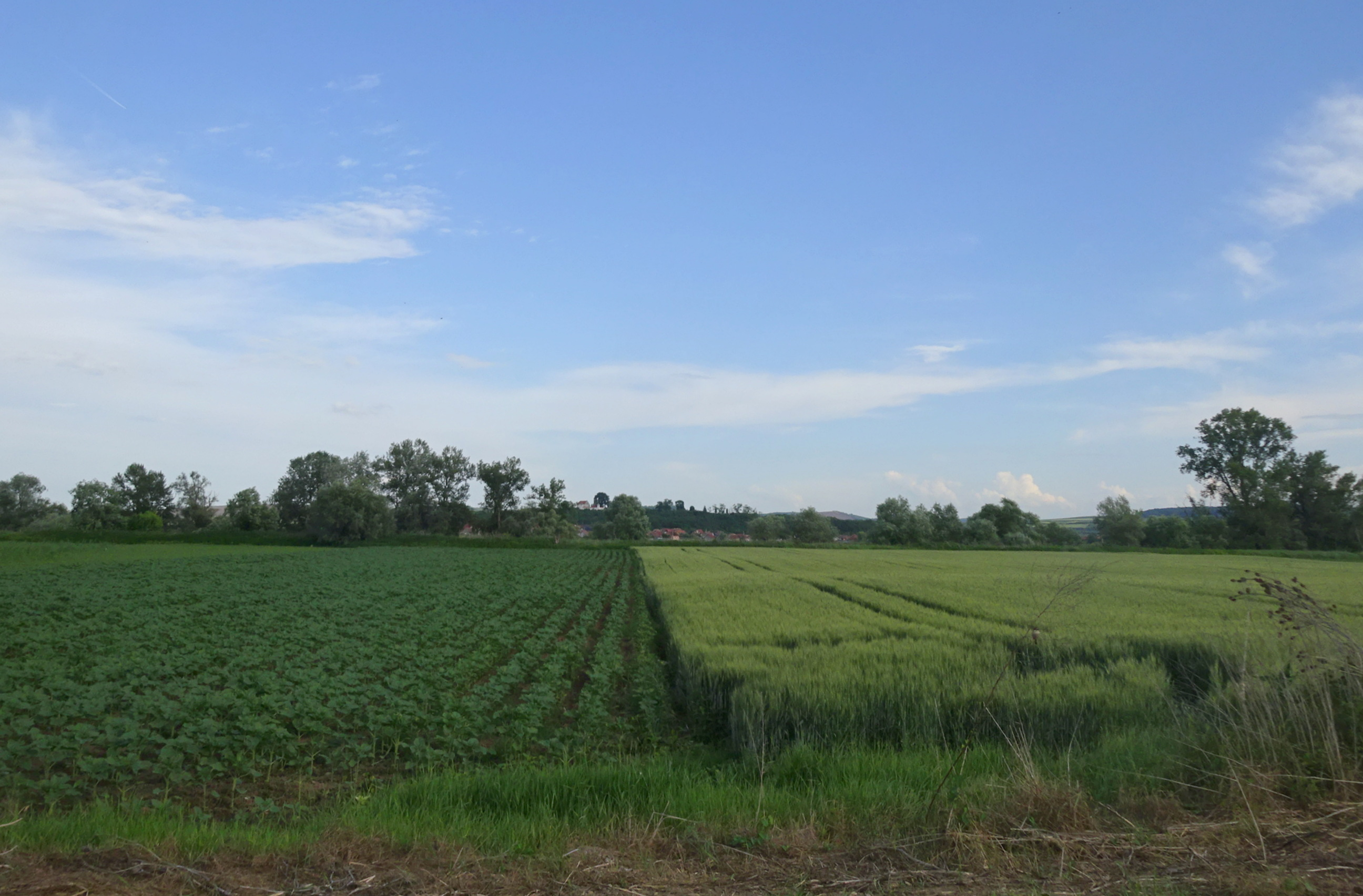
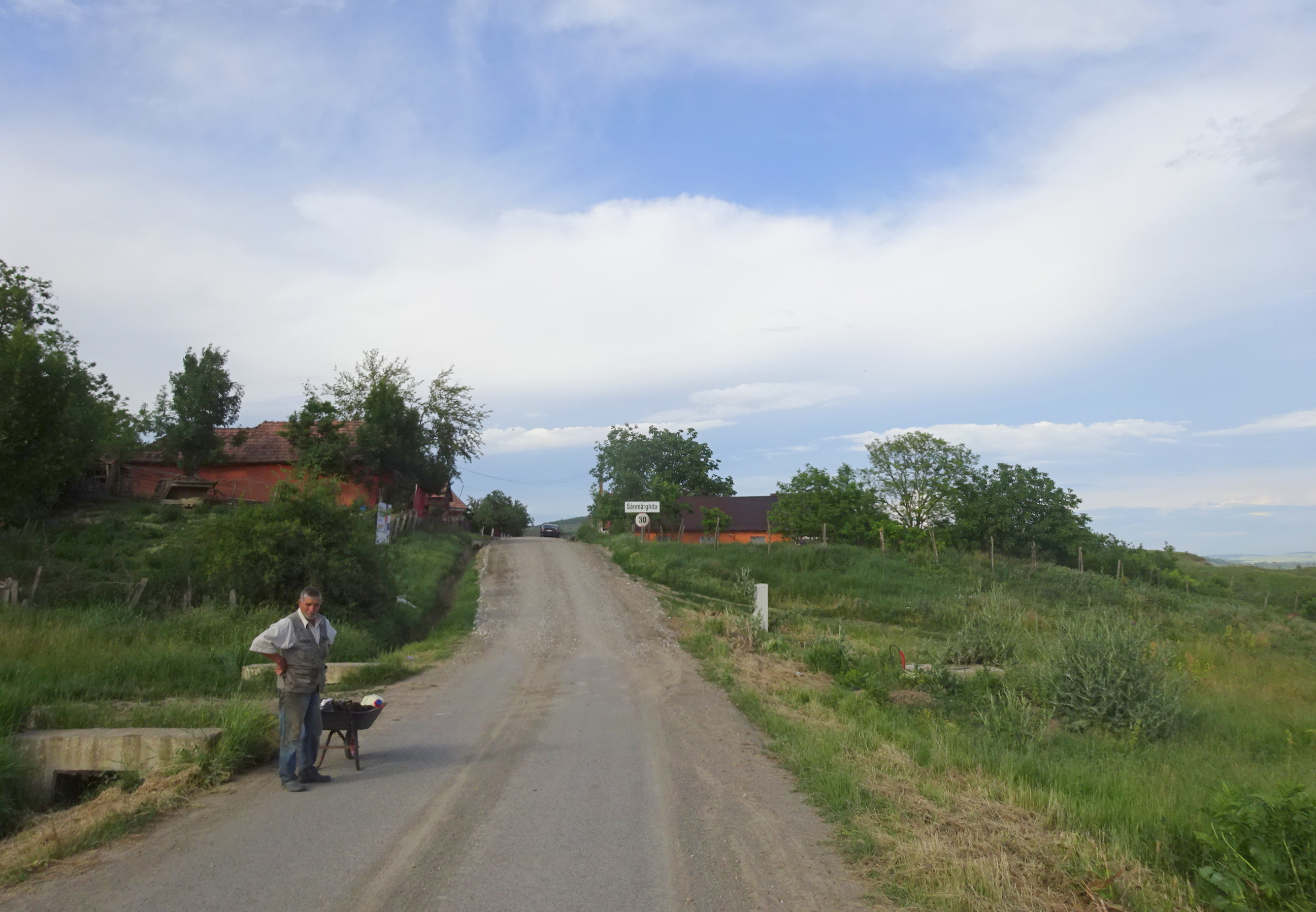
Intrarea în localitate
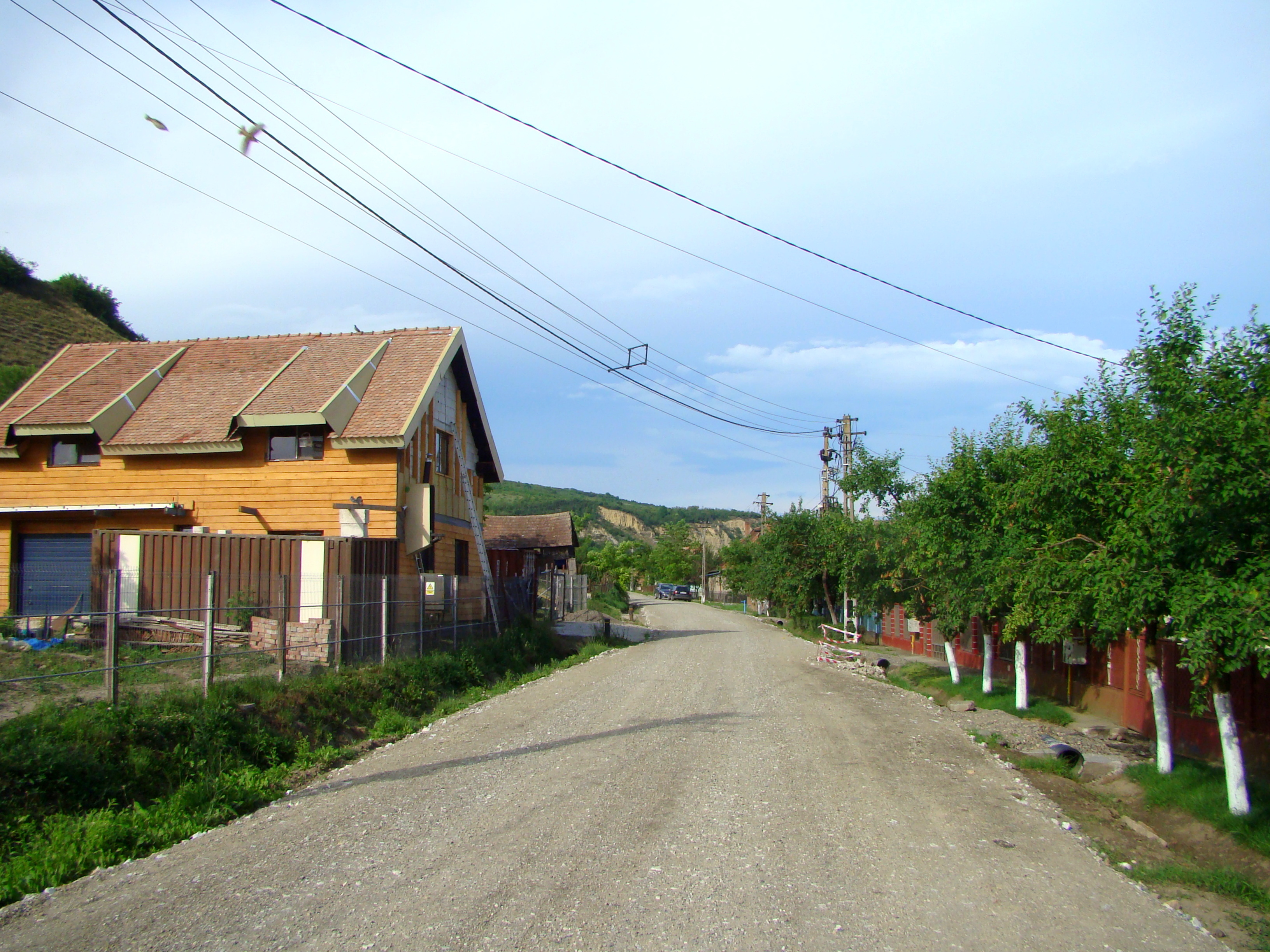
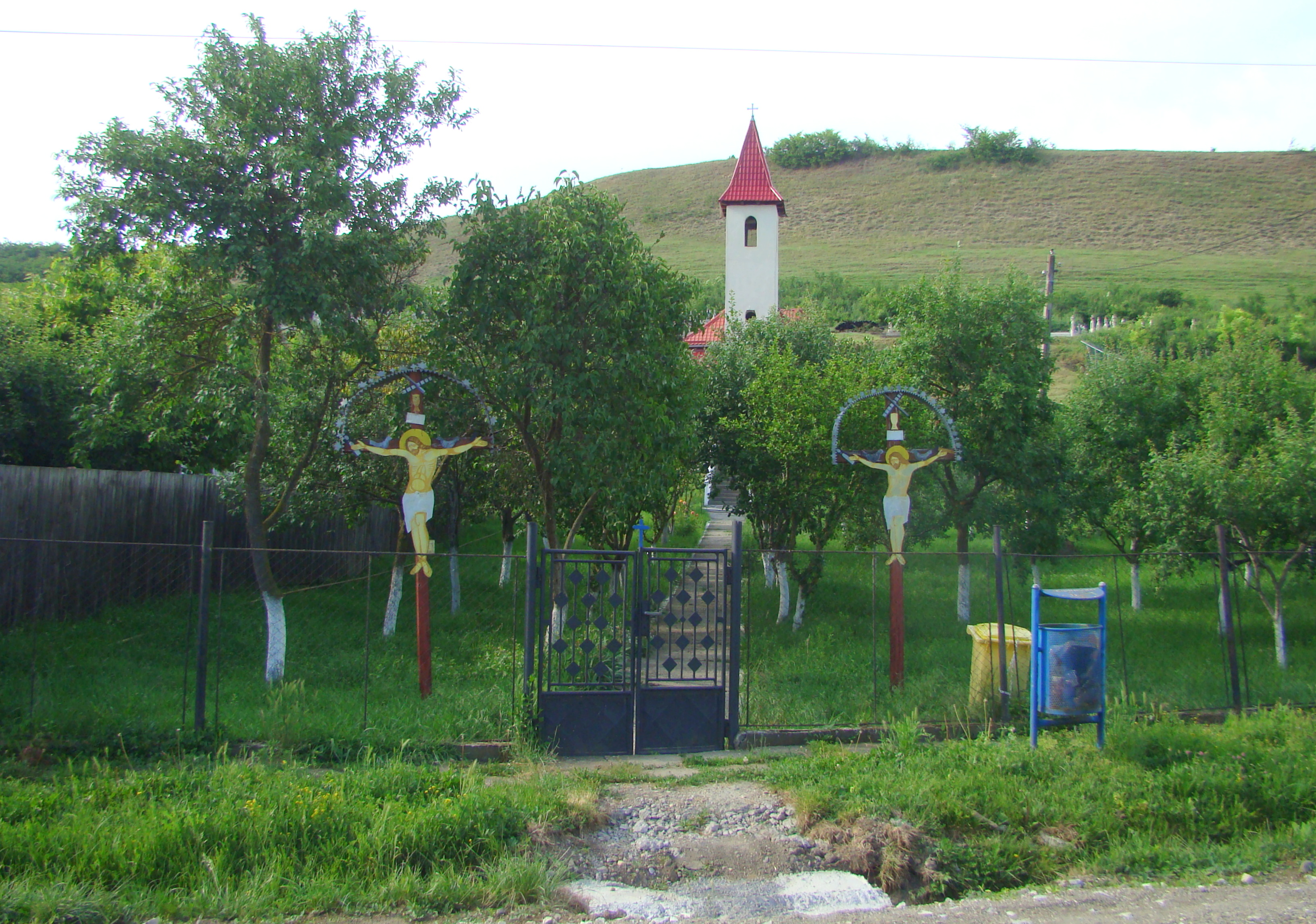
Biserica ortodoxă
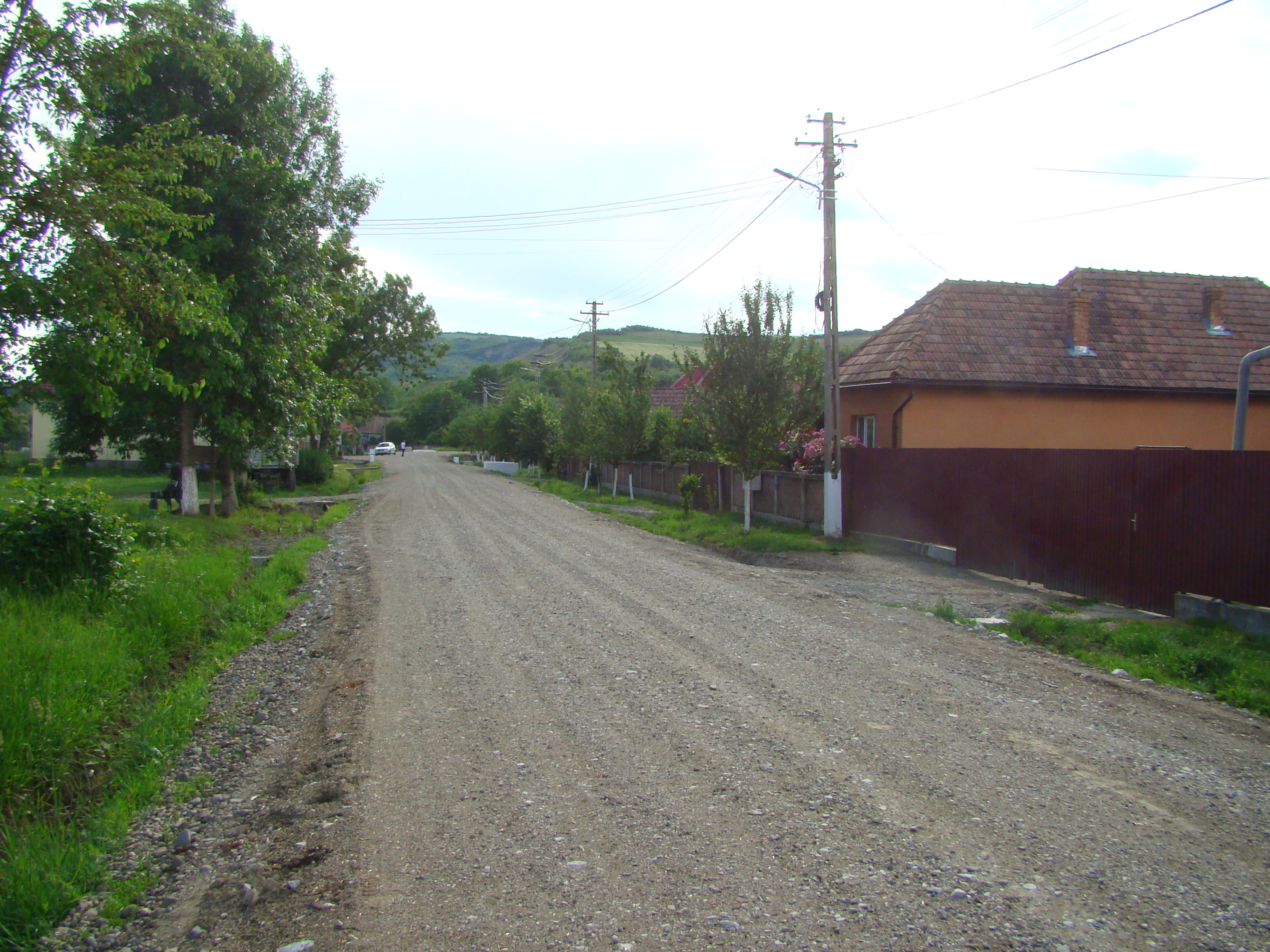
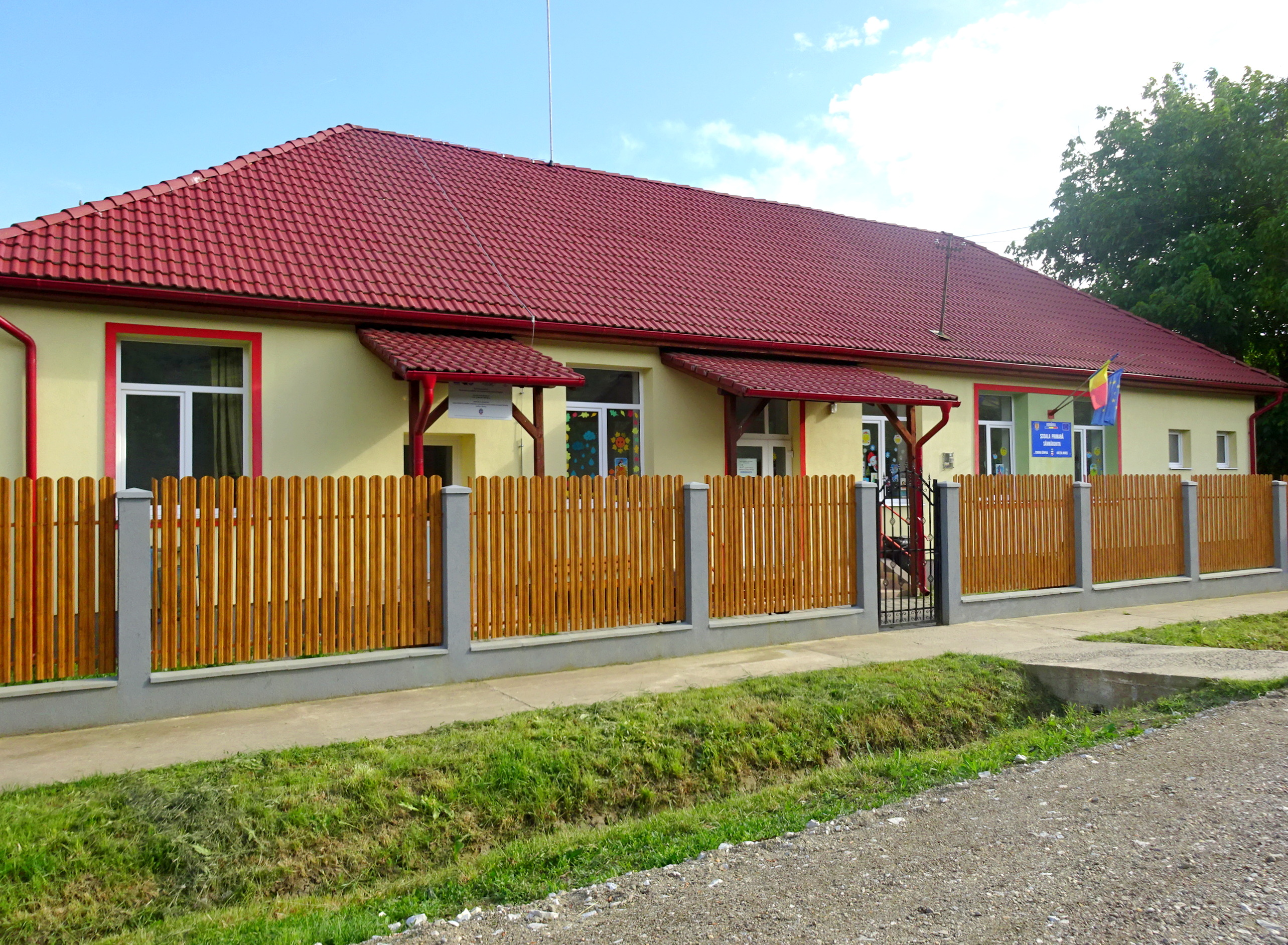
Școala primară
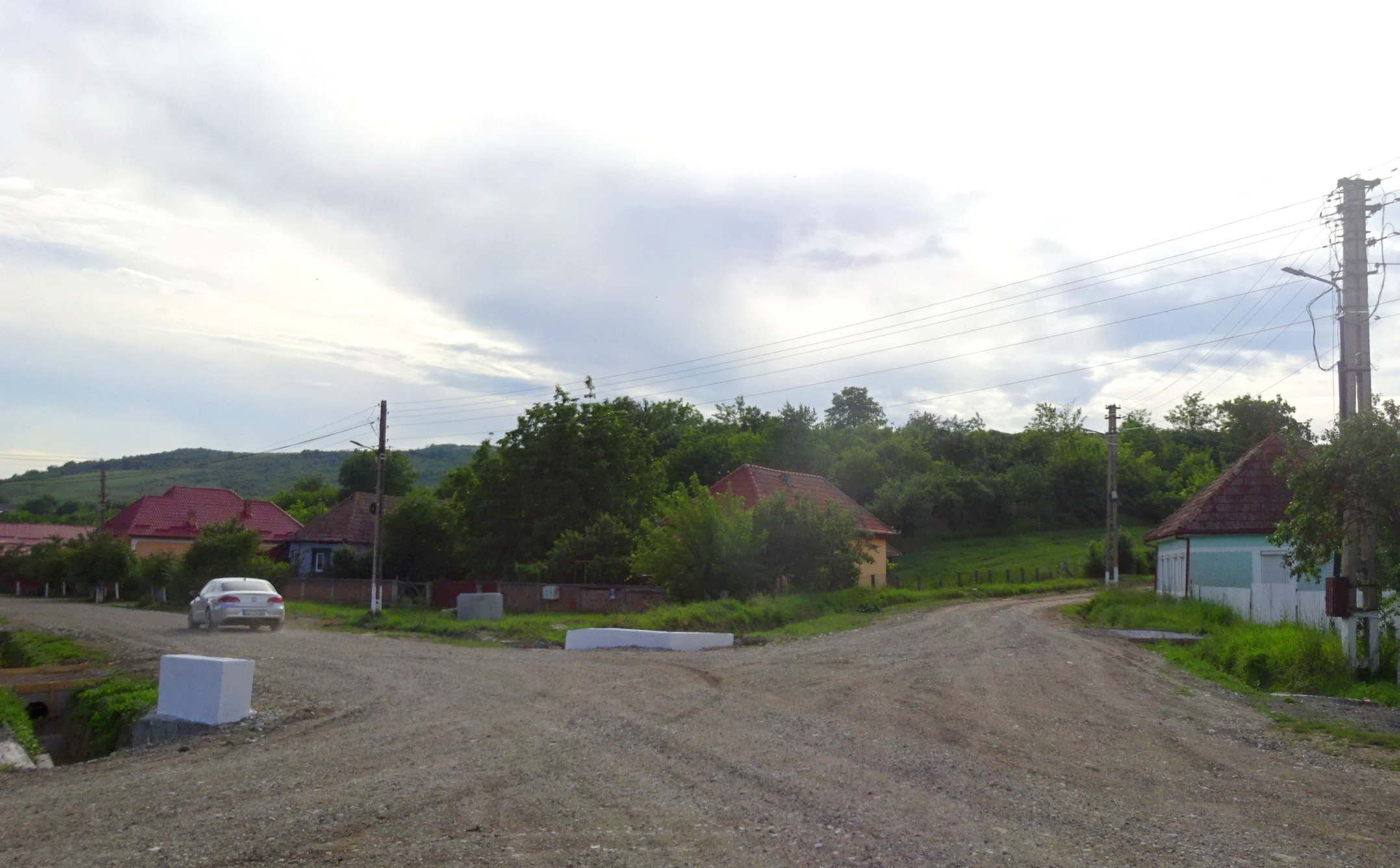
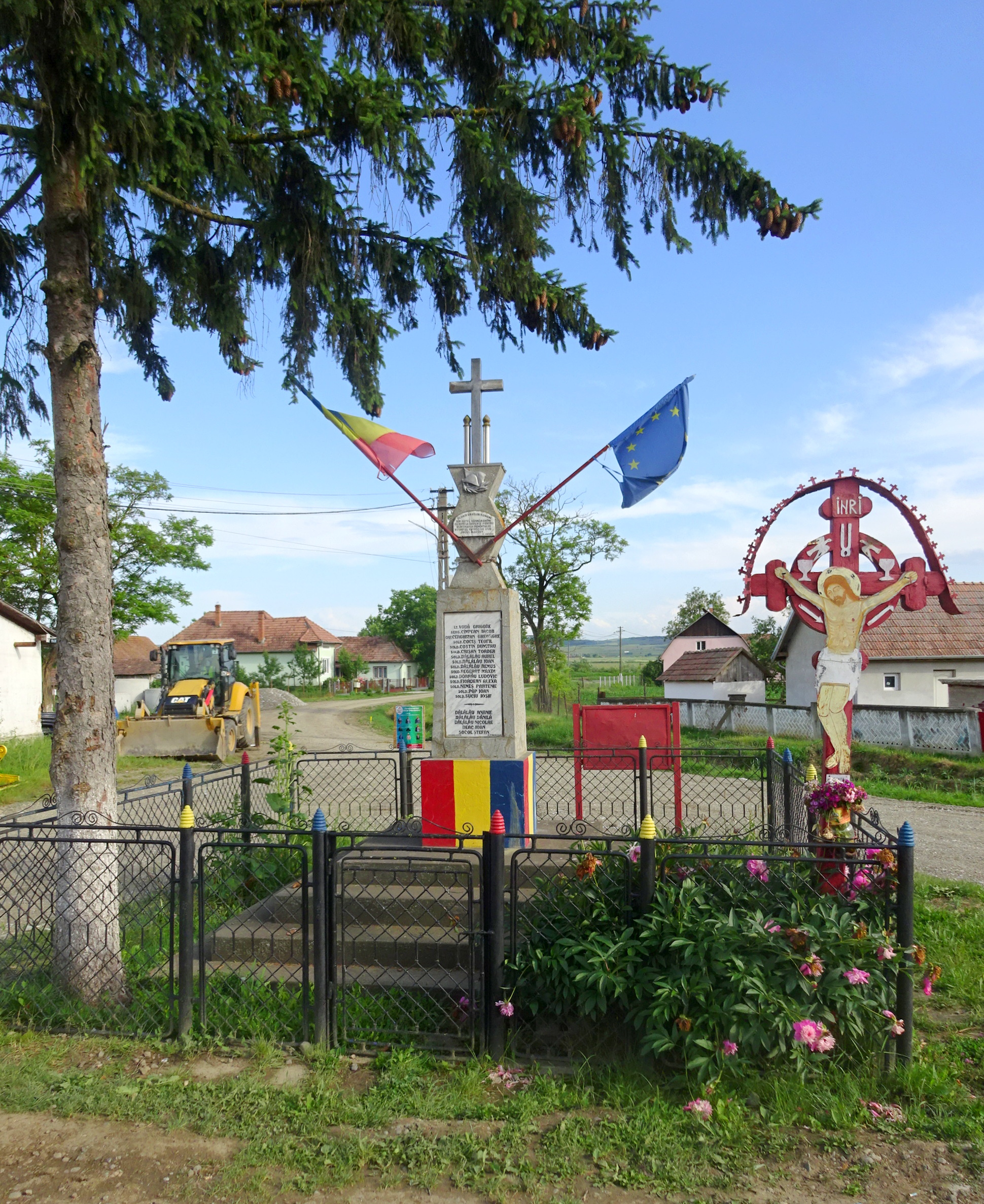
Monumentul eroilor
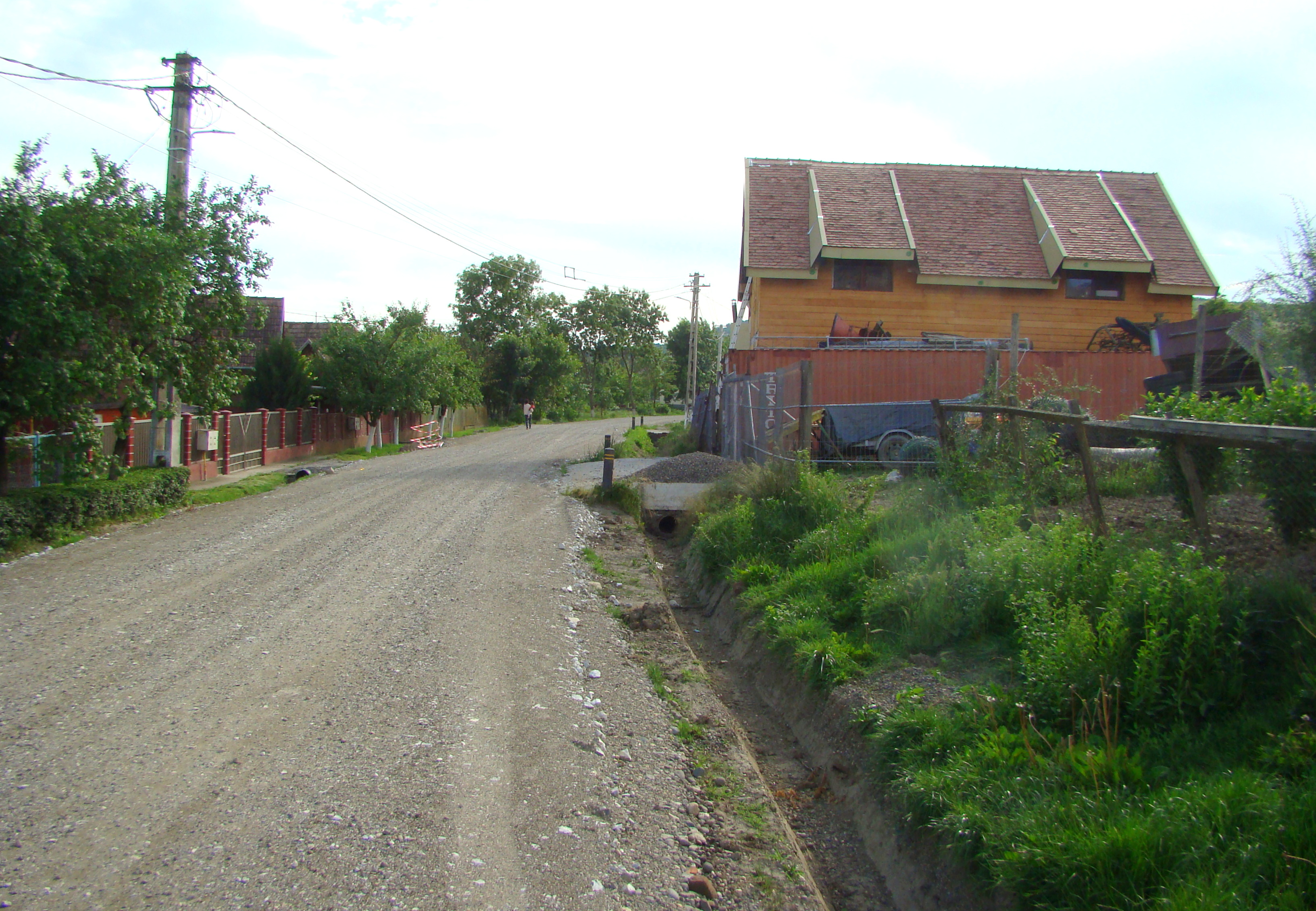
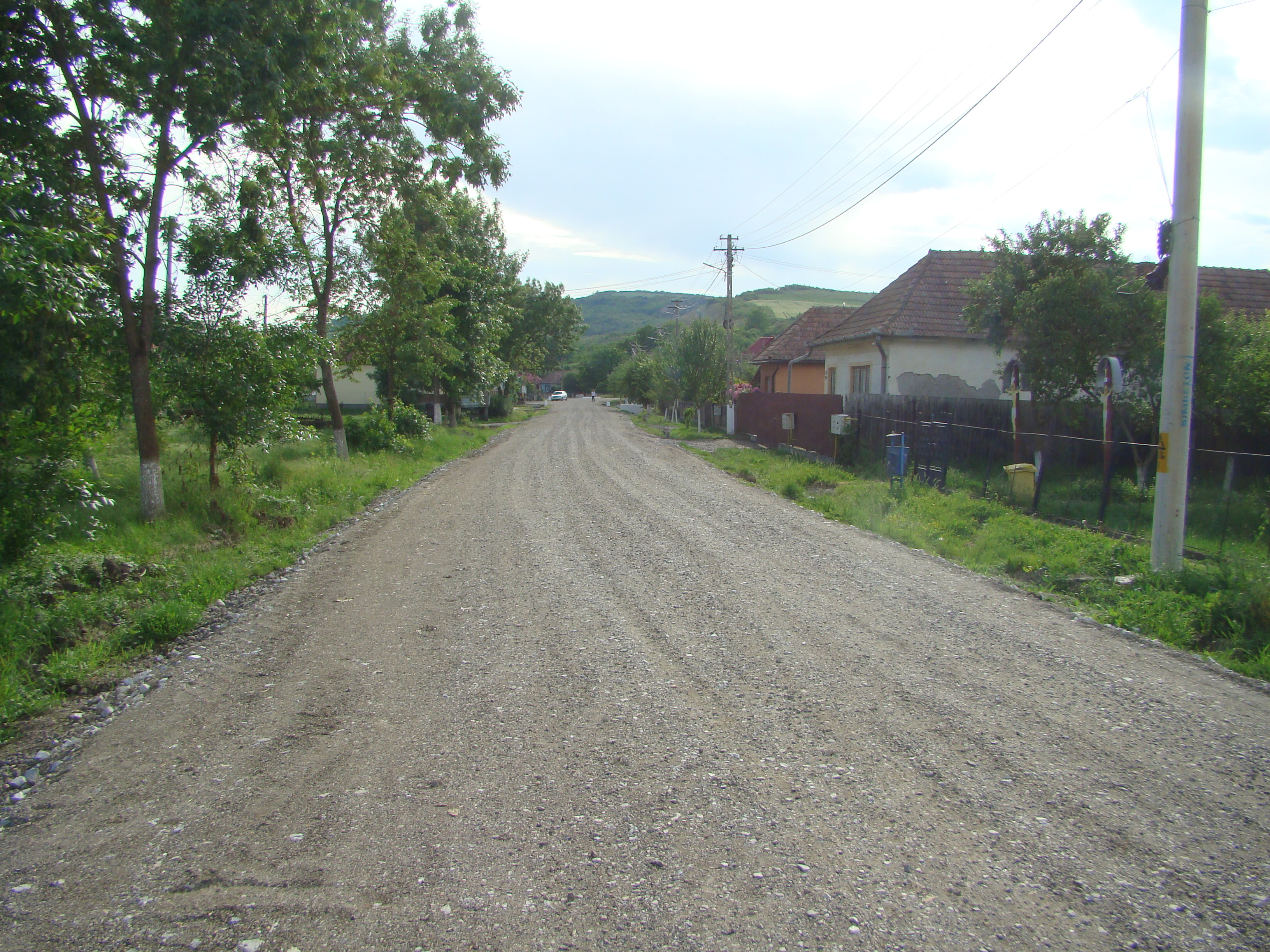
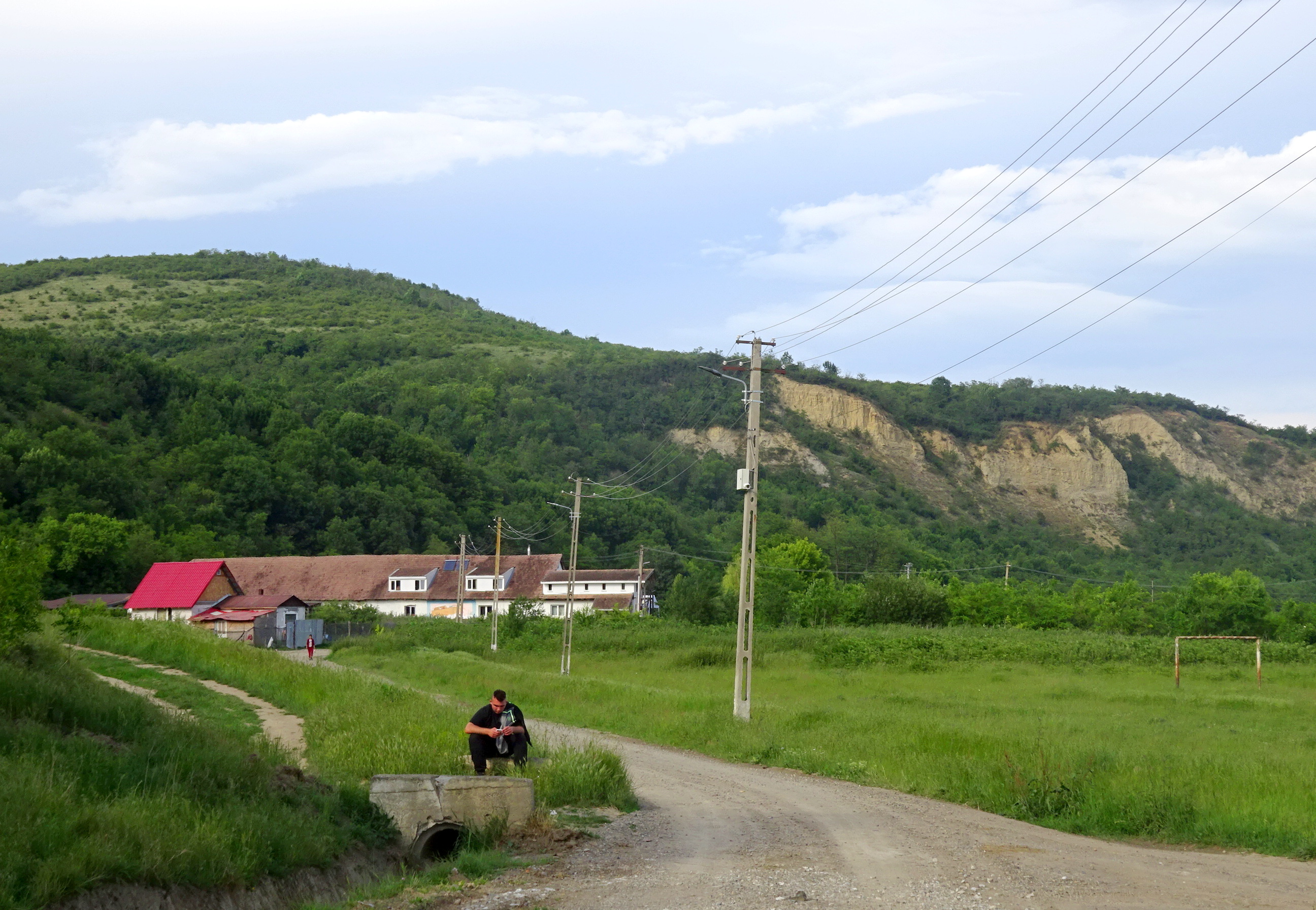
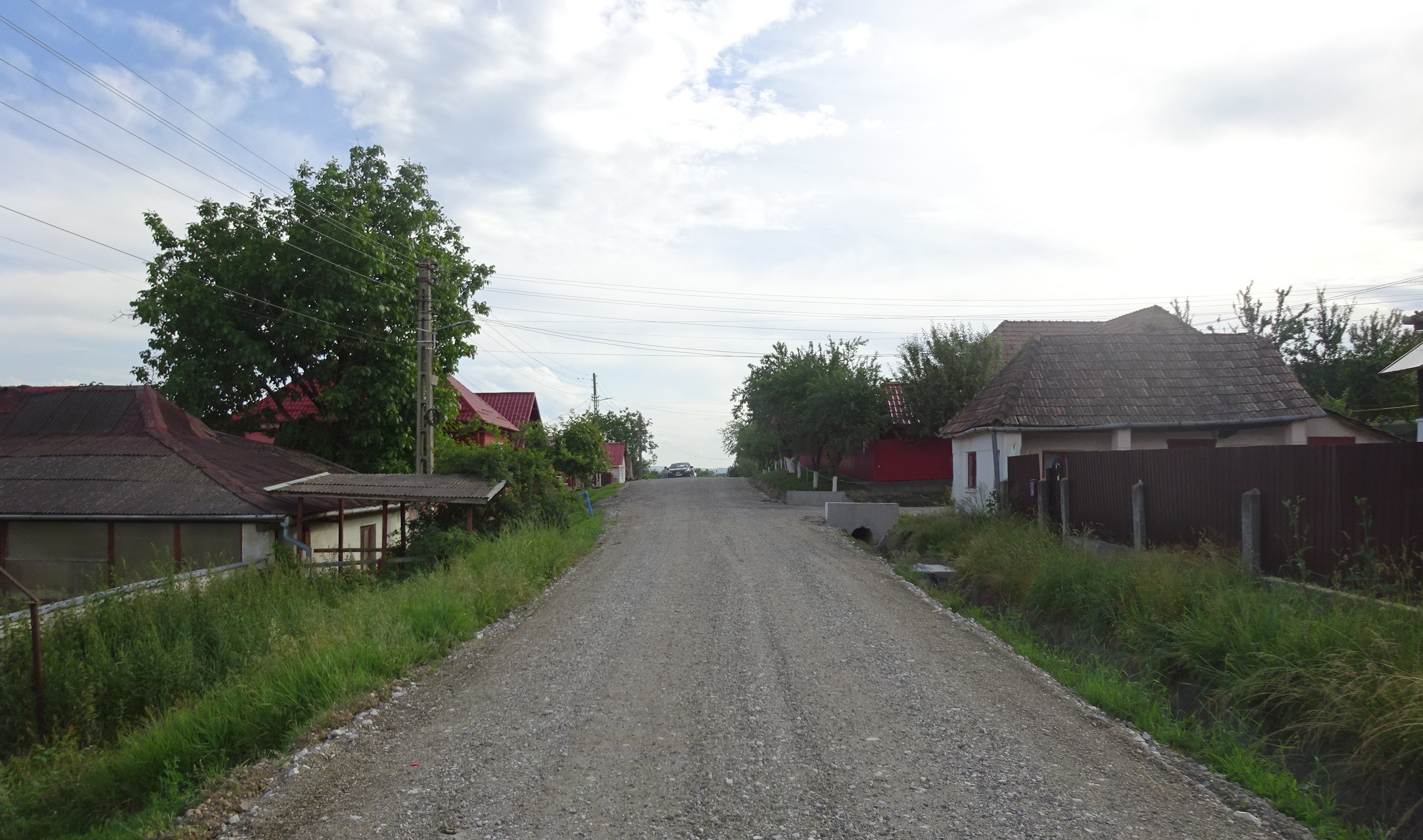